# Szpital Specjalistyczny nr 2 w Bytomiu
Szpital Specjalistyczny nr 2 w Bytomiu – samodzielny publiczny zakład opieki zdrowotnej z siedzibą przy ul. Stefana Batorego 15 w bytomskim Śródmieściu.

## Historia
Szpital przy ówczesnej Virchowstrasse w Bytomiu zbudowała Górnośląska Spółka Bracka z centralą w Berlinie w latach 1886–1888. Pierwsze budynki zaprojektował bytomski architekt Paul Jackisch. Pawilon dla zakaźnie chorych otwarto w 1895 roku, siedzibę administracji na rogu Batorego i Chrzanowskiego w 1901 roku, pawilon chirurgiczny ok. 1906 roku. Budynki te zostały prawdopodobnie wzniesione według projektów architekta Arnolda Hartmanna z Berlina. Pracami murarskimi kierował G. Nickisch z Bytomia. Na początku XX w. placówka dysponowała 350 łóżkami. Jako pielęgniarki zatrudnione były siostry Miłosierdzia. Większe przebudowy nastąpiły w latach 1924–1925.
Obecnie szpital dysponuje oddziałami:
- Oddział Kliniczny Ginekologii, Położnictwa i Ginekologii Onkologicznej
- Oddział Kliniczny Chorób Wewnętrznych, Angiologii i Medycyny Fizykalnej
- Oddział Kliniczny Pediatrii
- Oddział Kliniczny Chirurgii Ogólnej i Chirurgii Endokrynologicznej
- Oddział Położnictwa i Ginekologii
- Oddział Laryngologii Dzieci
- Oddział Chirurgii Dzieci
- Oddział Noworodków
- Oddział Anestezjologii
- Oddział Chirurgii Małoinwazyjnej i Zabiegów Krótkoterminowych

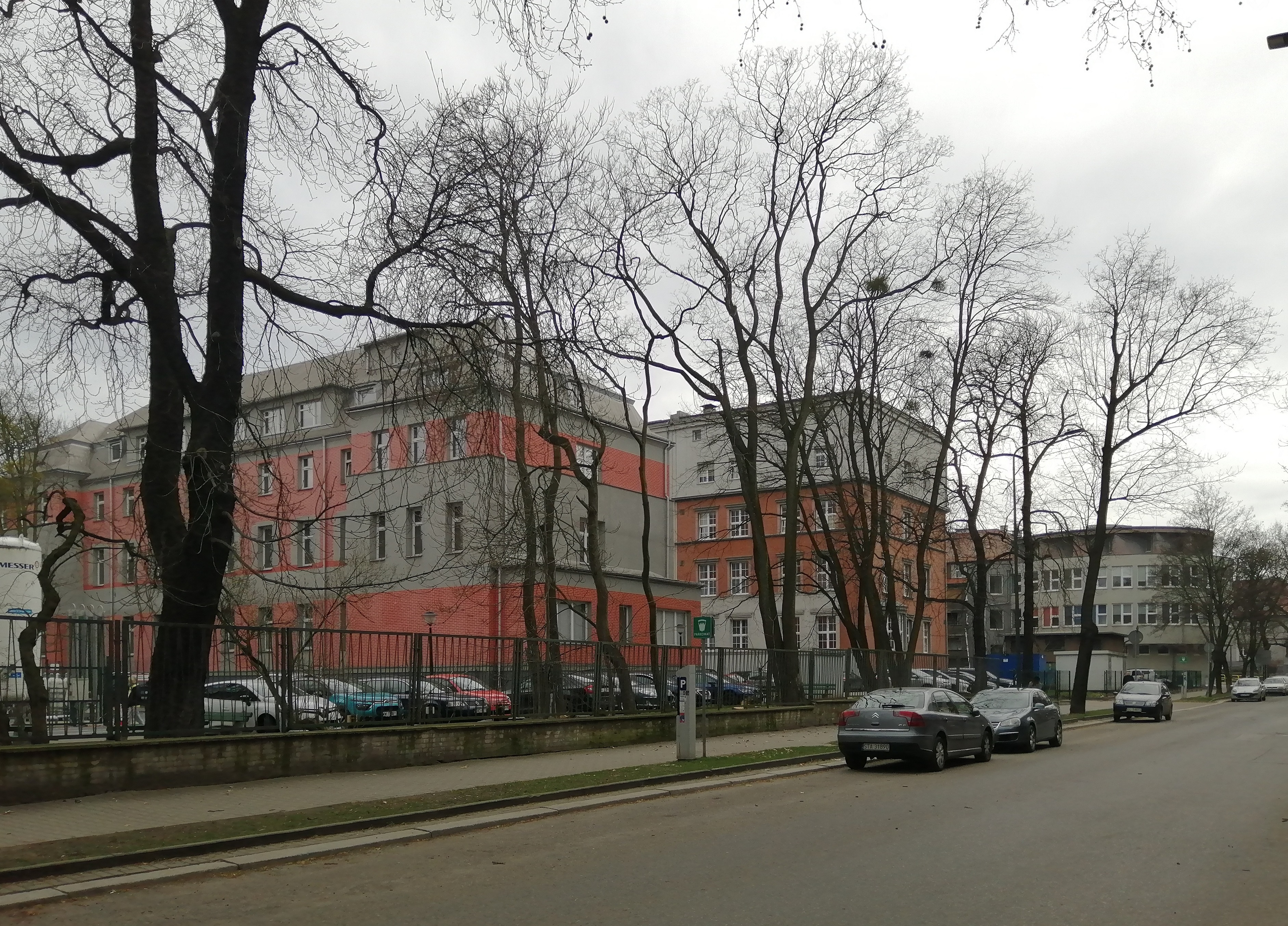
Kompleks budynków Szpitala nr 2 w Bytomiu widziany od strony ul. Batorego (2023)
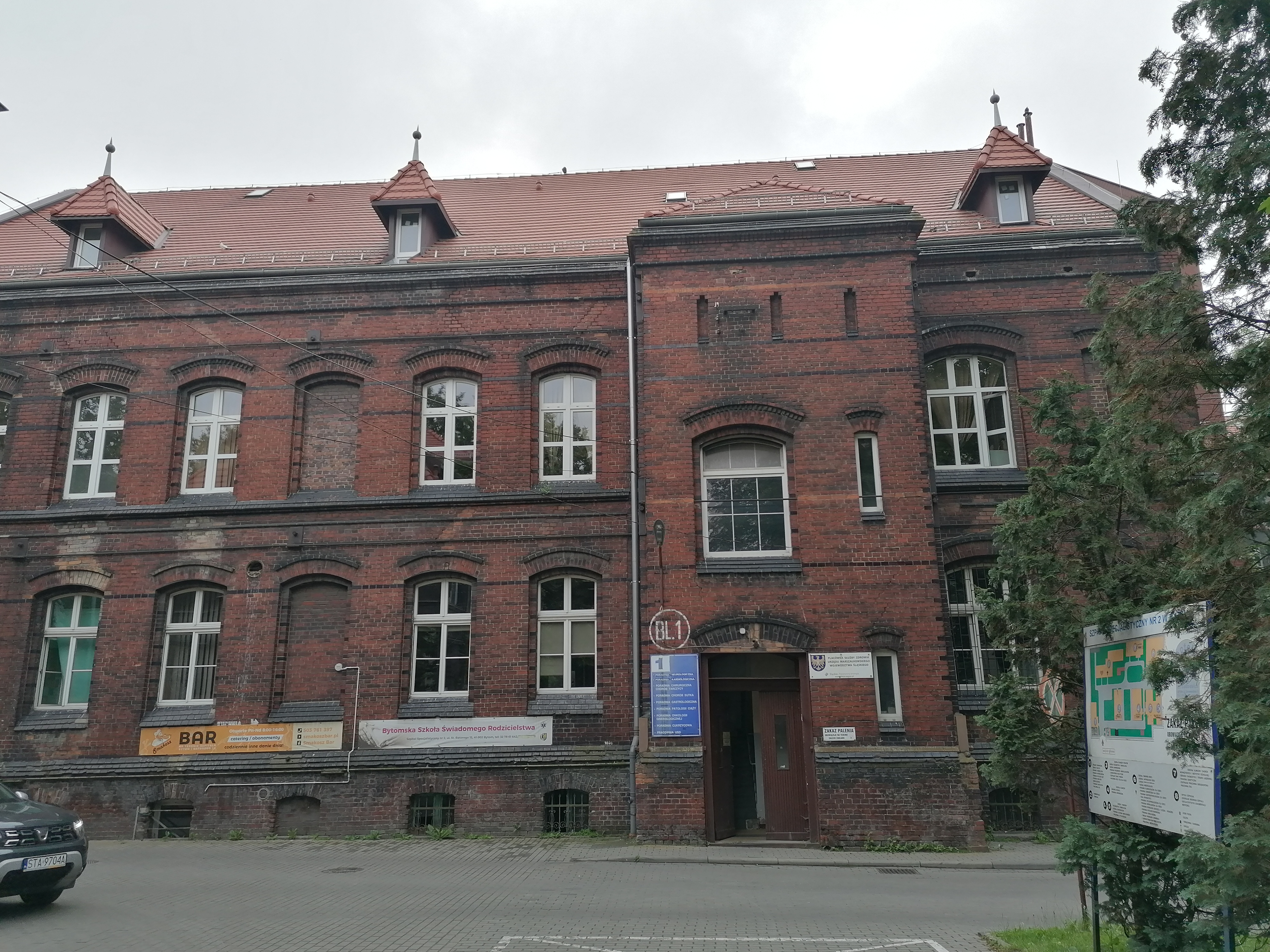
Dawna siedziba dyrekcji
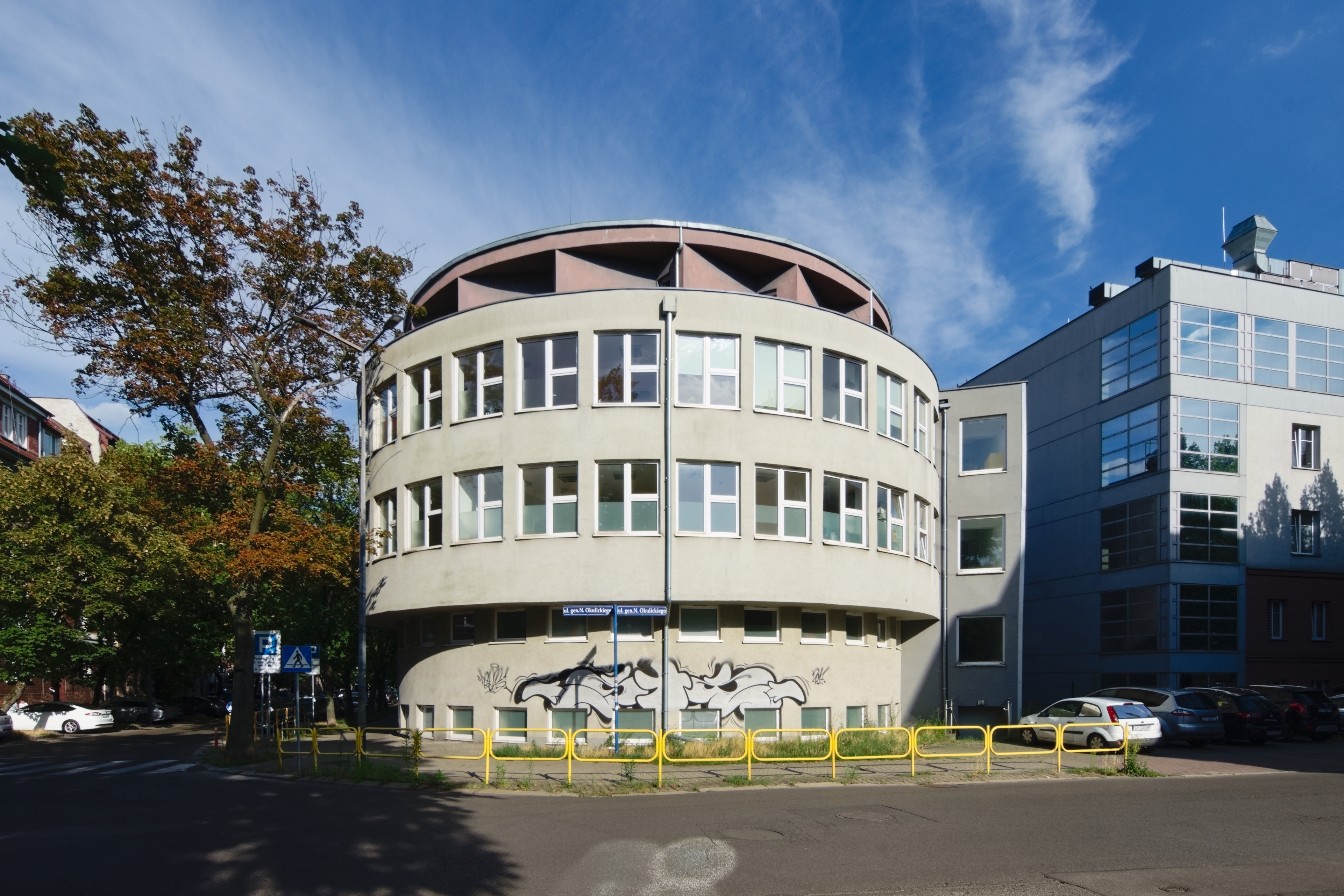
Budynek poradni przyszpitalnych, tzw. Okrąglak
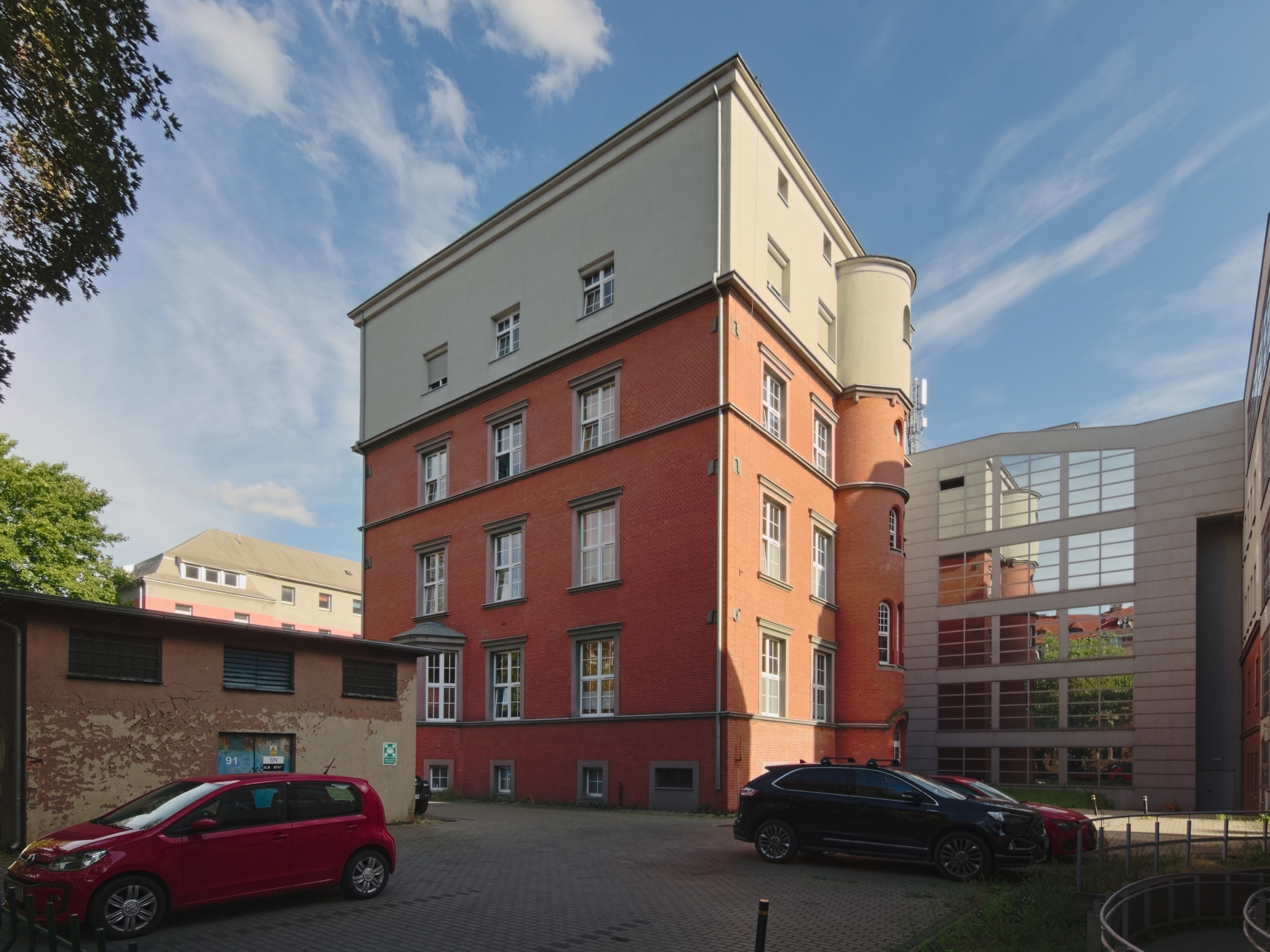
Jeden z bloków
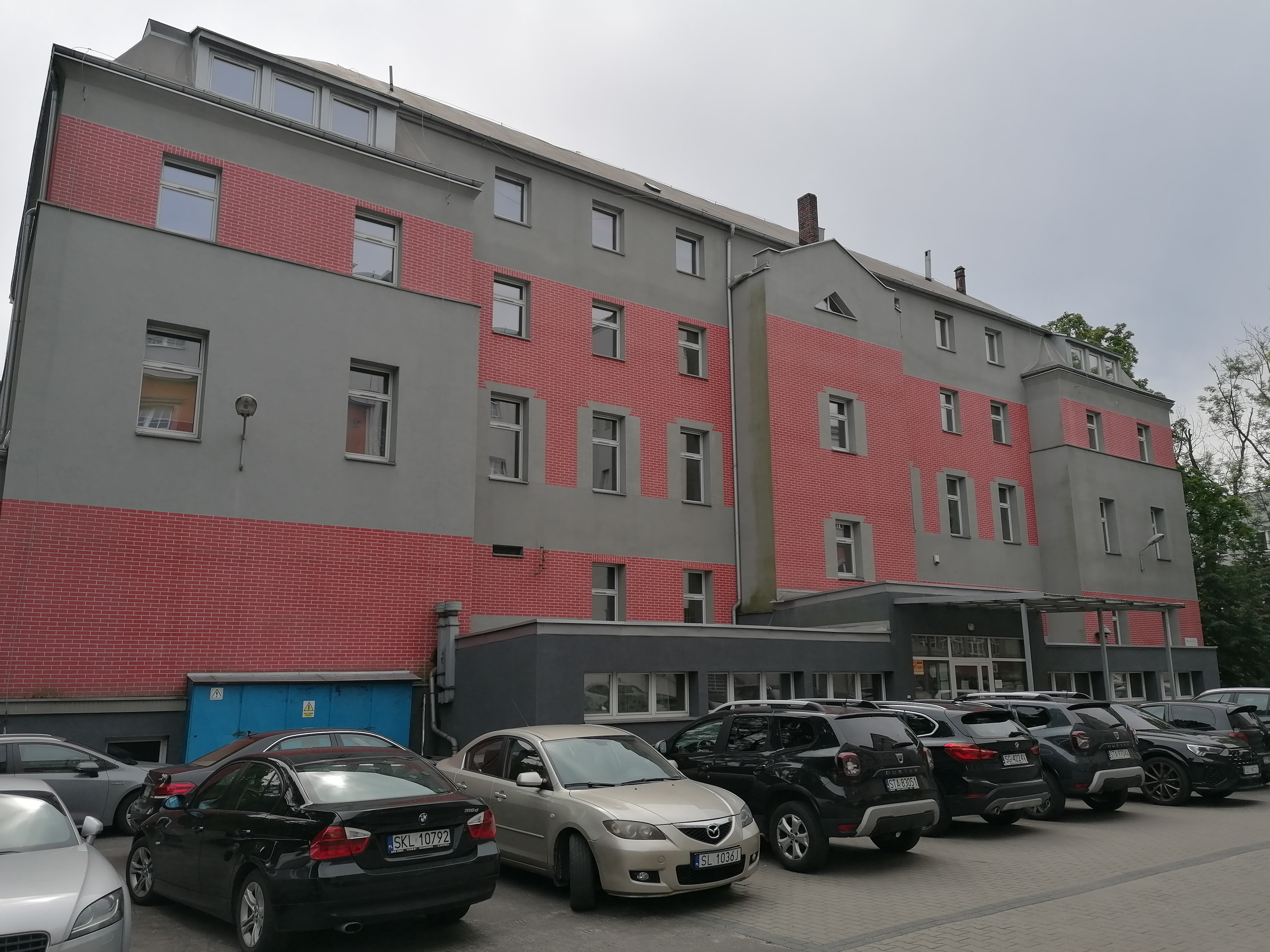
Jeden z bloków